# سفارش خرید

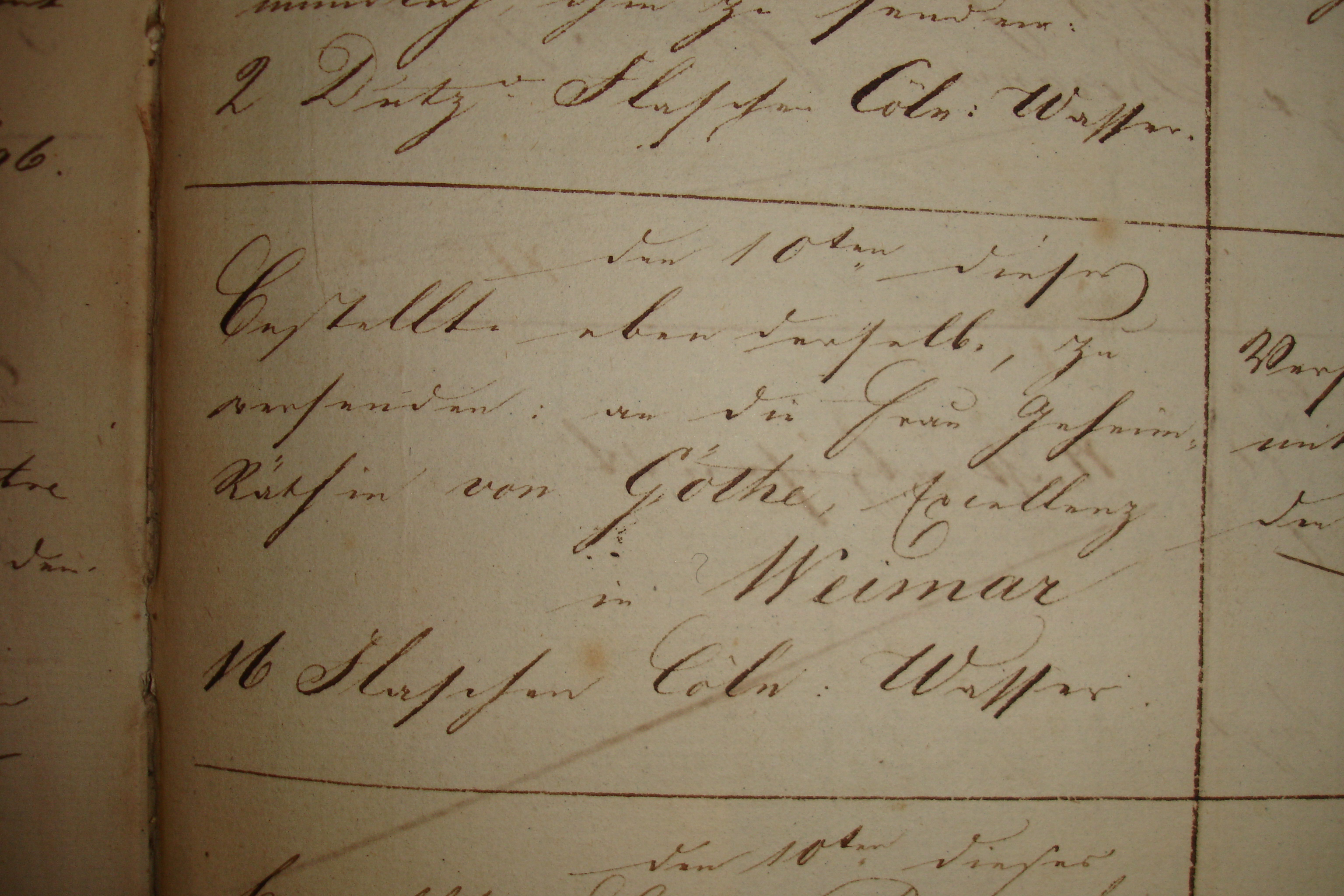
سفارش کتاب 18014 Farina

سفارش خرید (انگلیسی: Purchase order) (به‌اختصار:PO) گونه‌ای از اسناد تجاری است، که در فرایند تأمین کالا یا خدمات، به‌عنوان نخستین پیشنهاد رسمی صادر شده توسط خریدار به فروشنده، محسوب می‌شود و حاوی اطلاعاتی چون نوع، مقدار و قیمت کالا یا خدمات می‌باشد. سفارش خرید برای خریداری محصولات و خدمات از تأمین کننده‌های خارجی مورد استفاده قرار می‌گیرد.
پذیرش سفارش خرید از سوی فروشنده به‌معنای عقد قرارداد بین خریدار و فروشنده می‌باشد. اگر چه سفارش خرید معمولی ممکن است به زبان قرارداد نوشته نشود و اغلب حاوی فهرستی از کالا یا خدمات، قیمت، شرایط پرداخت و دستورالعمل حمل‌ونقل باشد، اما در قانون تجارت و سایر قوانین مشابه، صدور سفارش خرید و پذیرش آن، در حکم یک قرارداد معتبر شناخته می‌شود.